# Antara (agencja prasowa)
Lembaga Kantorberita Nasional Antara (Antara) – państwowa agencja informacyjna działająca w Indonezji. Została założona w 1937 roku. 
Jej siedziba mieści się w Dżakarcie. Oprócz tego posiada oddziały we wszystkich prowincjach Indonezji i zatrudnia blisko 200 korespondentów, którzy analizują wiadomości z różnych zakątków kraju. Ma swoje biura zagraniczne w Nowym Jorku, Berlinie, Hadze, Canberze, Kuala Lumpur, Tokio i Pekinie oraz korespondentów w Kairze i Sanie. 
W ciągu dnia Antara ogłasza ponad 250 doniesień prasowych i otrzymuje ponad 3 tys. tematów wiadomości od agencji zagranicznych. 
Agencja prowadzi serwis informacyjny AntaraNews.com, uruchomiony w 1996 roku. Strony portalu dostępne są również w wersji anglojęzycznej (pod domeną en.antaranews.com). 
W maju 2018 r. serwis AntaraNews.com był 104. stroną w kraju pod względem popularności (według danych Alexa Internet). 